# Municipio de Playas de Rosarito
El municipio de Playas de Rosarito pertenece al estado de Baja California, México. Su cabecera es la población de Rosarito. Según el censo del año 2015 el municipio contaba con 96.734 habitantes. Tiene una extensión territorial de 513,32 km². Se localiza a 32°21′ de latitud norte y 117°3′ de latitud oeste.

## Historia
A fines del siglo XVIII los misioneros y frailes dominicos españoles le dieron el nombre de El Rosario a una ranchería indígena asentada en el lugar. Dicha ranchería formaba parte de la misión de San Miguel Arcángel de la Frontera, situada unas cuantas leguas al sur. La misión fue fundada el 28 de marzo de 1787 por el dominico fray Luis Sales en la margen del arroyo San Juan Bautista.
Fray Junípero Serra pasó por el lugar en mayo de 1769, en camino a la evangelización de la Alta California.
Acerca del lugar, fray Junípero anotó en su diario:

Gentilidad la hay inmensa y todos los de esta contracosta (mar del sur) por donde hemos venido, desde la Ensenada de Todos los Santos, que así la llaman los mapas y derroteros, viven muy regalados con varias semillas y con las pescas que hacen en sus balsas de tule, en forma de canoa, con las que entran muy adentro del mar y son afabilísimos y todos los hombres, chicos y grandes, todos desnudos, y mujeres y niñas honestamente cubiertas, hasta las de pecho, se nos venían, así en los caminos como en los parajes, nos trataban con tanta confianza y paz como si toda la vida nos hubieran conocido y queriéndoles dar cosas de comida, solían decir que de aquello no, que lo que querían era ropa y sólo con cosa de este género eran los cambalaches que hacían de su pescado con los soldados y arrieros. Por todo el camino se ven liebres, conejos, tal cual venado y muchísimos berrendos.

Luego de la expulsión de los misioneros jesuitas por decreto del rey Carlos III de España en 1767, los dominicos y los franciscanos se repartieron toda la antigua región de California en dos: los franciscanos se quedaron con la Alta (actual estado de California, en EE. UU.) y los dominicos con la Baja (en el territorio del actual México).
En 1772 se les ordena a dominicos y franciscanos que establezcan una frontera entre los dos territorios misionales. En agosto de 1773 Fray Francisco Palou marcó con una simple cruz de madera la división entre las dos Californias. Dicha división, conocida como mojonera de Palou, se encuentra precisamente en el actual municipio de Rosarito, aunque su localización exacta es aún motivo de debate.
Se determinó entonces que la ranchería de El Rosario quedara bajo la custodia de la norteña Misión de San Diego de Alcalá, de los dominicos, por quedar ahora dentro de sus límites.

### SigloXIX
A partir de la guerra entre México y Estados Unidos entre 1846 y 1848, muchas familias de ascendencia española que poseían propiedades en la Alta California emigraron a la Baja California al serles desconocidos sus títulos de propiedad por el gobierno estadounidense, algunas familias se asentaron en El Rosario para seguir con sus actividades agrícolas y ganaderas en tanto acudían al viejo San Diego, en la actual California, para satisfacer sus necesidades mercantiles, culturales y religiosas.
Con el tiempo el nombre de El Rosario devino en Rosarito. Como resultado de la guerra entre México y Estados Unidos y del tratado de Guadalupe-Hidalgo, la nueva frontera mexicana quedó a no más de 30 km de Rosarito y eso trajo como consecuencia el desarrollo del Rancho de la Tía Juana, que con el tiempo se convertiría en la ciudad de Tijuana, el polo de desarrollo de la región.

### Prohibición
Durante las medidas antialcohólicas que distintos municipios de Estados Unidos aplicaron en torno a la Volstead Act, florecieron en Playas de Rosarito algunos pequeños puestos de comida y bebidas embriagantes, siendo el primero el de René Ortiz y posteriormente, Abelardo L. Rodríguez, Agustín Olachea y otros empresarios estadounidenses, prepararon el terreno para construir el Rosarito Beach Hotel que terminaría siendo administrado por Manuel P. Barbachano a la sazón principal distribuir de energía eléctrica y servicios telefónicos del Distrito Norte de la Baja California. Muerto Barbachano en la década de 1950, el gobernador Braulio Maldonado Sández combatió los casinos ilícitos que se instalaron en el Rosarito Beach Hotel. En unas de sus suites llegó a hospedarse, según lo relató Maldonado Sández, el propio presidente Adolfo Ruíz Cortines.

### Instauración del municipio
El 3 de noviembre de 1981, el presidente José López Portillo, siendo Gobernador del Estado Roberto de la Madrid Romandía, promulgó un decreto que expropió gran parte de los inmuebles del Antiguo Rancho El Rosario, entonces Delegación de Tijuana, con fines de regularizarlos.
Esta amenaza de despojo y el abandono tradicional por parte de los tres órdenes de gobierno, motivó se creara un Comité de Defensa que logró, en 1982, se derogara el decreto presidencial. Para prevenir nuevas corruptelas gubernamentales, para mejor invertir en su beneficio los impuestos y contribuciones, y asumir su derecho cívico de autogobernarse como antes lo hicieron los tijuanenses respecto a su cabecera municipal de Ensenada; municipio de Tecate respecto de Mexicali y Tijuana, y los bajacalifornianos en general cuando demandaron la creación del Estado Libre y Soberano de Baja California, el Comité de Defensa se convirtió en marzo de 1983 en Comité Pro Municipio Libre de Playas de Rosarito 24 de mayo de 1991. Asumió la responsabilidad de hacer un estudio de autosuficiencia económica y efectuar las gestiones para la constitución del municipio en la misma área territorial de la Delegación.
Los socios fundadores fueron Manuel Appel Valenzuela, Sergio Brown Higuera, Alejandro Crosthwaite Escudero, ingeniero Eduardo Castillo, licenciado Rafael Castillo Castro, contador público Hugo Torres Chabert, Presidente, profesor Miguel Jiménez García, licenciado José Luis Ibarra, Secretario, Jesús Perdomo, Bernardo Pérez García, Tesorero, ingeniero Bernardo Rémpening, María Elena Salazar y Francisco Torres González. [señalado en el acta constitutiva notariada mencionada].
La controversia nacida con el decreto expropiatorio ya derogado, se fortalecía ante la convicción general del abandono tradicional por parte del Gobierno del Estado y el Ayuntamiento de Tijuana, que los atendía como una colonia proletaria más, frente a la certeza de que no se retribuía en servicios lo recaudado en la Delegación de Rosarito. Los presidentes municipales de Tijuana sostenían lo contrario y aducían la insuficiencia tributaria, respecto a los servicios suministrados.
A Hugo Torres le sucedieron como Presidentes del Comité Pro Municipio, los abogados Rafael Castillo Castro y José Luis Ibarra Arenas. En noviembre de 1987 se entrevistaron con Federico Valdez, alcalde en turno de Tijuana, quien al recibir las conclusiones del estudio socioeconómico, les manifestó escuetamente darse por enterado. A su vez el gobernador, Xicoténcatl Leyva Mortera, recibió al Comité el 22 de marzo de 1988, y detuvo la promoción hasta el 14 de diciembre del mismo año cuando, a solicitud del diputado Salvador Aguirre Sánchez, turnó la iniciativa de municipalización de Rosarito Falta la referencia, puede estar en el Archivo Histórico del Congreso a la Comisión de Legislación y Puntos Constitucionales de la XII Legislatura del Estado, donde permaneció congelada por varios años.
A las 20:55 horas del 29 de junio de 1995, el Congreso del Estado, por unanimidad de votos, aprobó la conversión de delegación a municipio. Su nombre oficial: Playas de Rosarito.
De acuerdo con el INEGI, el nuevo municipio contaba entonces con población superior a 35.000 habitantes y disponía de una extensión territorial de 513,32 km². El dictamen fue el número 10 de las Comisiones Unidas de Legislación y Puntos Constitucionales y de Hacienda y Administración. No se contó con la opinión expresa del Ayuntamiento de Tijuana, pese a las reiteradas solicitudes por escrito del Congreso, teniéndose su omisión legal como de aceptación. Finalmente, el Decreto 166 se confirmó al publicarse el 21 de julio de 1995, en el Periódico Oficial del Estado.
Rosarito dejó formalmente de ser parte integrante de Tijuana, solo después de 108 años: primero en 1887, como comisaría municipal de Ensenada de Todos los Santos; luego en 1900, como subjefatura política del mismo municipio, después del fallido municipio creado por el coronel Cantú en 1917. En 1920, como delegación política administrativa del Municipio de Ensenada, perteneciente al Territorio Federal de Baja California; en 1925 como el efímero Municipio de Zaragoza; en 1944, como delegación política del Territorio Norte y, finalmente en 1953, como delegación del Municipio de Tijuana del naciente Estado de Baja California y así empezó a ser parte del grupo de ayuntamientos o municipios de Baja California compuesta por tres delegaciones, Plan Libertador, Zona Centro y Primo Tapia.
El Congreso del Estado designó por unanimidad al Concejo, a propuesta del Gobernador, seleccionándolos de entre más de setenta personas. Los concejales elegidos fueron:

#### Concejales propietarios
- Araceli Nuri Torres Sánchez
- Contador público Hugo Torres Chabert
- Licenciado Óscar Martín Arce Paniagua
- Guillermo García Valenzuela
- Rafael López Saucedo
- Licenciado José Luis Ibarra Arenas
- Contador público Óscar F. Salazar Santacruz

#### Concejales suplentes
- Jesús Nuño Covarrubias
- Sergio Sotelo Félix
- José C. Cordero Victorio
- Pablo F. Arce Mayoral
- José de Soto González
- Olivia M. Gutiérrez E.
- Raúl Peña Gutiérrez

### Época reciente

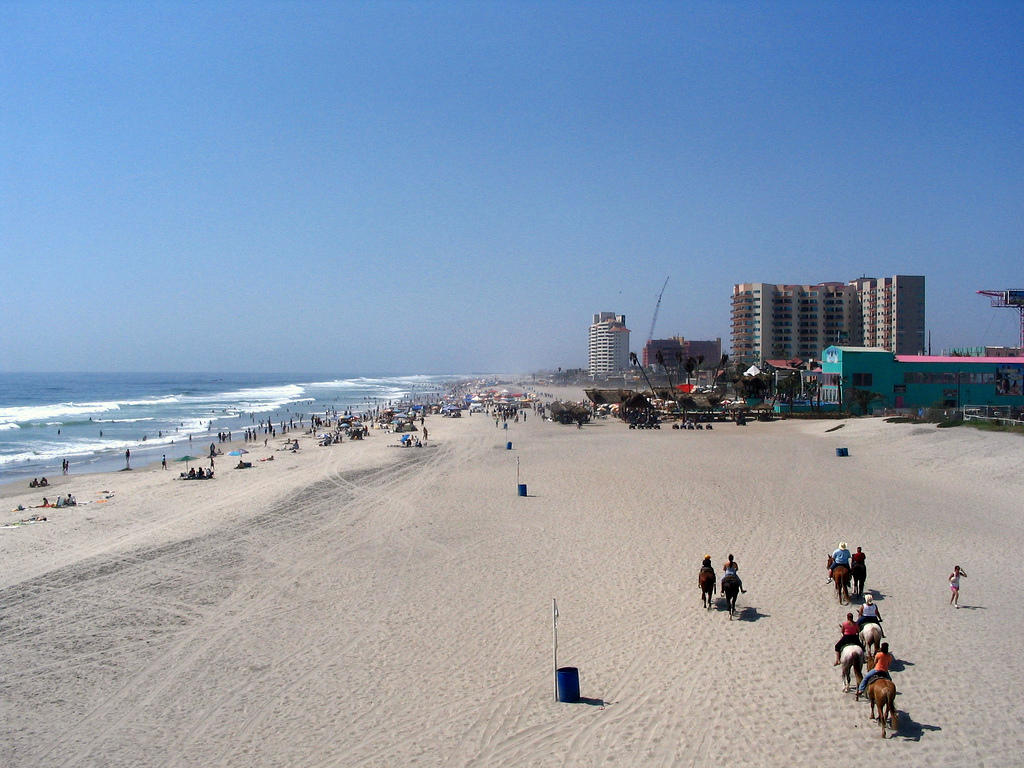
Playa arenosa en Rosarito

Los integrantes propietarios del Concejo Municipal de Rosarito sometieron a votación secreta los cargos de presidente y síndico procurador, habiendo resultado elegidos Hugo Torres Chabert y Guillermo García Valenzuela, respectivamente. A finales de 1997, este solicitó licencia para separarse del cargo y contender por un cargo electoral, por lo que lo sustituyó el hasta entonces concejal suplente Pablo Francisco Arce Mayoral; el Concejo designó como síndico procurador al licenciado Óscar Martín Arce Paniagua, quien concluyó el ejercicio.
El Concejo Municipal de Playas de Rosarito tomó posesión el 1 de diciembre de 1995, teniendo como responsabilidad principal establecer las normas administrativas y reglamentarias municipales necesarias dentro de los nuevos límites políticos.
En 1998 se realizaron las primeras elecciones para constituir lo que sería el 1.er. Ayuntamiento de Playas de Rosarito, siendo elegido el licenciado Silvano Abarca Macklis PAN. Su oponente más fuerte Norma Olivia Mercedes Gutiérrez Espinoza PRI. La Administración de Abarca Macklis ha sido considerada la más aceptable hasta el momento. Durante su trienio, se cimentó la construcción del Palacio Municipal y del bulevar Guerrero en la Colonia Constitución, en la zona centro de Rosarito, aumentando así el número de vías principales.
En 2001 resulta elegido Luis Enrique Díaz Félix (PAN), quien había sido secretario general (el cargo es el de secretario general, no Secretaría General. Nota: RTLL) del 1.er. Ayuntamiento, logra vencer en las urnas a Rodolfo González Pitones PRI y a Oscar Ávila Corrujedo Convergencia, tercer y segundo lugar respectivamente. Curioso caso, ya que el PRI, que había sido segunda fuerza política en el 1.er. Ayuntamiento, pasa al tercer lugar desplazada por un partido nuevo como lo fue Convergencia. La fuerza de este partido surgió debido a la movilización de Óscar Ávila y a los pleitos internos en el PRI local.
Óscar Ávila fue militante del PRI hasta 2001 cuando resultó postulado a la Presidencia Municipal por el partido Convergencia; su salida del PRI fue motivada por la designación de Rodolfo González Pitones; también se consideraba a Eliseo Rebolledo Guinto, sin embargo esta precandidatura no prosperó. Al romper Óscar con el PRI, se da una desbandada de grupos que se aglutinan alrededor de la figura de Ávila, lo que los coloca en la segunda fuerza en el cabildo, con tres regidores.
En 2004, Rosarito elige a José Antonio Macías Garay PAN como Presidente Municipal del 3.er. Ayuntamiento. Él logra vencer en la elección a Oscar Ávila Corrujedo, quien en esta ocasión iba postulado por el Partido de la Revolución Democrática; y a Javier Cital Camacho PRI, un personaje que, se dice, fue impuesto por el PRI estatal y que vino a llenar un espacio que los priistas de Rosarito no supieron aprovechar. En esta elección, se separan del PRI: Norma Olivia Mercedes Gutiérrez Espinoza, quien buscó la Diputación Local por el Distrito XVI que perdió ante Silvano Abarca Macklis; Sergio Brown Higuera, quien fue postulado para regidor por el PRD; Luis Guillermo Jiménez, quien también fue regidor del III Ayuntamiento por el PRD.
La pugna entre panistas fue evidente; a la par de la Administración de José Antonio Macías Garay, Juan Carlos Molina Torres sorprende a propios y extraños al ganar la elección para la dirigencia del Comité Directivo Municipal del PAN en Rosarito ante Rafael López Sotomayor, que fue regidor del 2.do. Ayuntamiento; y ante Manuel Ochoa Magallón, otrora secretario general del Ayuntamiento con Luis Enrique. El triunfo de Molina da un nuevo giro al panismo al mostrar una imagen no alineada con el presidente Municipal.
Al convertirse Rosarito en municipio, alcanzó un desarrollo sin precedentes, al grado de convertirse en una de las poblaciones mexicanas de más rápido crecimiento.
En las elecciones celebradas el 4 de julio de 2010, el candidato del PRI, Javier Robles Aguirre, es elegido presidente municipal con 10 487 votos de un total de aproximadamente 70 mil electores. En 2013, Silvano Abarca, quien fuera el primer alcalde, tiene un segundo período, bajo las siglas del partido Nueva Alianza, pero en coalición con el PAN y el PRD. En 2016, Mirna Rincón del Acción Nacional, sorprende y se convierte en la primera alcaldesa de Rosarito. En 2019, al igual que en el resto de Baja California, gana Movimiento de Regeneración Nacional, siendo Hilda Araceli Brown Figueredo la alcaldesa electa.

## Localidades
| Código INEGI      | Localidad           | Población (2020) |
| ----------------- | ------------------- | ---------------- |
| 020050001         | Rosarito            | 100 660          |
| 020050089         | Primo Tapia         | 6 238            |
| 020050037         | Colonia Morelos     | 2 986            |
| 020050230         | Vista Marina        | 1 620            |
| 020050218         | Los Volcanes        | 1 555            |
| 020050028         | Misión del Mar      | 1 342            |
| 020050025         | Santa Anita         | 1 192            |
| 020050064         | Ladrillera Pescador | 1 115            |
| 020050217         | Lomas Altas         | 1 074            |
| Otras localidades | Otras localidades   | 9 108            |
| Total municipal   | Total municipal     | 126 890          |

## Presidentes municipales
| Título      | Alcalde                        | Partido político        | Partido político                     | Inicio del mandato     | Término del mandato                       | Notas                          |
| ----------- | ------------------------------ | ----------------------- | ------------------------------------ | ---------------------- | ----------------------------------------- | ------------------------------ |
| 1.º Alcalde | Silvano Abarca Macklis         |                         | Partido Acción Nacional              | 1 de noviembre de 1998 | 31 de octubre de 2001                     |                                |
| 2° Alcalde  | Luis Enrique Díaz Félix        | 1 de noviembre de 2001  | Partido Acción Nacional              | 31 de octubre de 2004  |                                           |                                |
| 3° Alcalde  | José Antonio Macías Garay      | 1 de noviembre de 2004  | Partido Acción Nacional              | 31 de octubre de 2007  |                                           |                                |
| 4° Alcalde  | Hugo Eduardo Torres Chabert    |                         | Partido Revolucionario Institucional | 1 de noviembre de 2007 | 31 de octubre de 2010                     |                                |
| 5° Alcalde  | Javier Robles Aguirre          | 1 de noviembre de 2010  | Partido Revolucionario Institucional | 31 de octubre de 2013  |                                           |                                |
| 6° Alcalde  | Silvano Abarca Macklis         |                         | Nueva Alianza                        | 1 de noviembre de 2013 | 31 de octubre de 2016                     | En alianza con el PAN y el PRD |
| 7° Alcalde  | Mirna Cecilia Rincón Vargas    |                         | Partido Acción Nacional              | 1 de noviembre de 2016 | 30 de septiembre de 2019                  |                                |
| 8° Alcalde  | Hilda Araceli Brown Figueredo  |                         | Morena                               | 1 de octubre de 2019   | 28 de diciembre de 2023                   | Alcaldesa reelecta en 2021.    |
| 8° Alcalde  | Hilda Araceli Brown Figueredo  | 11 de enero de 2024     | Morena                               | 28 de febrero de 2024  |                                           |                                |
| 9° Alcalde  | José Félix Ochoa Montelongo    | 29 de diciembre de 2023 | Morena                               | 10 de enero de 2024    | Regidor con funciones de alcalde interino |                                |
| 10° Alcalde | Alejandra Edith Padilla Orozco | 29 de febrero de 2024   | Morena                               | En funciones           | Alcalde interina                          |                                |

## Geografía
Se localiza en la zona noroeste del Estado. Se ubica en las coordenadas 32°21′ de latitud norte y 117°3′ de longitud oeste a nivel del mar. Se encuentra a una altitud de 10 m s. n. m. y su distancia a la capital de la República es de 3000 km por carretera aproximadamente.

### Límites municipales
Tiene límites administrativos con los siguientes municipios o accidentes geográficos, según su ubicación:
| Noroeste: Océano Pacífico | Norte: Tijuana | Nordeste: Tijuana/Tecate |
| Oeste: Océano Pacífico    |                | Este: Tijuana            |
| Suroeste: Océano Pacífico | Sur: Ensenada  | Sureste: Ensenada        |

### Orografía
La zona está compuesta básicamente por un área de planicies lomeríos suaves y faldas de las unidades montañosas, presentándose gran variedad de pendientes en las que predominan las menores al 10 %.
La mayoría del territorio municipal está conformado por suelo tipo litoral formado por materiales sueltos que se acumulan por la acción de las olas y las corrientes marinas; estos suelos denominados expansivos, tienen un drenaje deficiente lo que representa problemas para el desarrollo.

### Hidrografía
El municipio se ubica en la región hidrográfica número 1 de Baja California. Esta cuenca se divide en 21 subcuencas, siendo las de mayor importancia las que le corresponden a los arroyos Rosarito y Huacuatay.

### Clima
Tiene un clima mediterráneo, cálido en verano con temperatura promedio 22 °C y fresco en invierno con temperatura promedio 18 °C, la temperatura máxima registrada es el 6 de mayo de 2008, con 42 °C, inusual; ya que la máxima en promedio cada año es 34 °C en verano, tiene lluvias en invierno y ocasionalmente en primavera y otoño, en total llueven 250 mm al año, el 16 de diciembre de 2008 se registró una inundación en el centro de la cabecera municipal Rosarito causada por lluvias intensas causando un desbordamiento en el arroyo.

### Vegetación
La vegetación que predomina está compuesta por matorrales, romerillo, álamo, chamizo amargo, sauce, aliso, encino, agave, cacto de barril y aterciopelado, junco, chaparroso, trompo, mangle dulce, jojoba, cachal, tule y otras especies.

### Recursos naturales
Los recursos naturales con que cuenta el municipio, son básicamente los provenientes del mar y los del turismo dado que es una región que vive del trabajo de las fábricas, del turismo, siembra y de la pesca, ciudad dormitorio de gente que trabaja en Estados Unidos y viene solamente a pernoctar y pasar el fin de semana.

## Características y uso del suelo
En esta región las colonias localizadas entre la cañada el Descanso y el Ejido Plan Libertador, con una longitud aproximada de 30 km y un promedio de 5 km de ancho, está formada por rocas sedimentarias de origen marino, y pertenecen al período cretácico superior de fines de la era secundaria, con una edad aproximada de 100 millones de años, tales rocas son conocidas como “Grupo Rosarito”. Por otro lado, acercándonos al nivel del mar, formando amplias mesas y colinas del Descanso, Popotla y Rosarito. Se encuentran rocas volcánicas de basalto y andesita del período mioceno de la edad terciaria con edad aproximada de 15 millones de años. Finalmente la formación geológica más joven es la era cuaternaria que no llega a un millón de años. Esta estructura formada por rocas sedimentarias de origen marino conforma todas las playas de la costa a excepción de las alisitas y una pequeña parte de las elevaciones de la Mesa del Descanso.
El municipio presenta características particulares en lo que se refiere a la distribución del uso del suelo, tal es el caso de la superficie desocupada, conformada por baldíos rústicos y urbanos dispersos en todo la ciudad, los cuales suman 824.02 hectáreas, que representan el 35.3% del área urbana actual.
La situación del uso del suelo obedece a una diversificación discontinua en donde el uso predominante es habitacional que rodea a una concentración importante de usos comerciales y de servicios turísticos principalmente, los cuales se organizaron paralelamente en el principal Blvd. de este municipio el “Blvd Benito Juárez”, que se enlaza con la carretera federal No.1.
Otro uso revelante en la localidad es el de infraestructura, representado por el centro de distribución PEMEX y la Termoeléctrica de la CFE, ubicada al norte del poblado, cuya superficie equivale a un total de 149.48 hectáreas.
El área urbana actual comprende 2.335,9 ha, de las que se encuentran ocupadas 1.747,93, resultando que hay un 74,83% de ocupación del suelo con una densidad de población de 19,81 hab. por hectárea.

## Religión
Tradicionalmente, la religión que predomina en el municipio es la católica. En el año 2000 contaba con un total de 36,257 creyentes, seguida de la evangélica con 4,754 feligreses.

## Migración e inmigración
Desde la década de los setenta se ha incrementando el volumen de la población de manera importante, estimulada por el creciente número de personas que llegan de los distintos Estados de la República, con deseos de mejorar su calidad de vida. De acuerdo con datos del Instituto Federal Electoral (IFE), a principios de 1996, del total de los residentes de esta localidad, el 29,7% nació en Baja California; el 13,7% en Jalisco; el 7,7% en Michoacán; el 6,8% en Sinaloa; el 5% en la Ciudad de México; el 4% en Guanajuato; el 2% en Estados Unidos y el resto en otros Estados de la República. Este factor determinante provoca que anualmente la población se incremente de manera significativa.

## Educación
Para la educación básica existen planteles de enseñanza preescolar, primaria, secundaria y de bachillerato.
Para el año 2000 el municipio cuenta con 20 planteles de preescolar, 29 de primaria y 8 de media. Cuenta además con cuatro universidades reconocidas oficialmente por la autoridad educativa estatal: una extensión de la UABC, y tres universidades privadas con RVOEs estatales; la Universidad Rosaritense (primera universidad en establecerse en el municipio, desde el 2002), el Centro de Estudios Universitarios de Baja California y el Centro de Estudios Universitarios de Mexicali.

## Salud
La atención médica del municipio en área rural y urbana es atendida por el sector público y por la iniciativa privada. Es importante aclarar que las unidades del IMSS, ISSTE e ISSSTECALI, atienden consulta externa y programas de planificación familiar; estas unidades canalizan a los pacientes de gineco-obstetricia y urgencias a clínicas particulares de la localidad o bien al hospital regional de Tijuana. El DIF por su parte, realiza canalizaciones a diferentes instituciones.
El sector privado por su parte ha establecido una serie de hospitales, por lo que se cuenta con consultorios privados que brindan diferentes servicios.En 1998, considerando una población de 60.6 mil habitantes y un cuerpo médico especializado, se puede establecer la relación de que hay un médico por cada 2,020 personas de la localidad.

## Vías de comunicación
La infraestructura vial de Playas de Rosarito y su ámbito inmediato está definido básicamente por dos vialidades de jerarquía interurbana que corren en sentido norte-sur y comunican a la Ciudad de Tijuana con la Ciudad de Ensenada, carretera nacional (carretera de cuota No.1). Esta secciona el área urbana de Playas de Rosarito y constituye una barrera física entre la zona oeste de carácter comercial, turístico y de servicios, y las zonas habitacionales en consolidación y futuras reservas que se vienen desarrollando en la zona este y norte. Los otros dos accesos se dan únicamente para el flujo que une en sentido norte-sur y esta inciden sobre las vialidades locales de sección reducida. La carretera federal libre No.1 comunica a la Ciudad de Tijuana con el desarrollo turístico existente entre esta ciudad y el puerto de Ensenada, a través del cruce de Playas de Rosarito, este cruce se dan en una longitud de 4,5 km y se convierte en el Blvd. Benito Juárez, mismo que es el eje principal de la movilidad urbana. La disposición del servicio telefónico es de 5.119 líneas residenciales; 1.350 comerciales; 297 públicas y 12 líneas privadas. Existen oficinas de telégrafos y correo. Además de tener una cobertura de servicio de telefonía celular por diferentes compañías.

## Industria
Destacan por su importancia la Central Termoeléctrica Benito Juárez, la Planta Almacenadora y Distribuidora de Pemex. La reciente instalación de una industria maquiladora electrónica de primer nivel ha generado una expectativa de generación de empleos, misma que a la fecha se encuentra en la primera etapa de operación.

## Turismo
Por sus condiciones naturales, el municipio cuenta con lugares propios para el desarrollo turístico que inicia a principios de siglo con la construcción de los primeros hoteles en 1925 y 1927, paralelo a este hecho se inicia el establecimiento de los comercios y artesanías. Esta actividad se ha venido consolidando a lo largo de las últimas décadas. Es sin duda el turismo el centro de gravitación de las actividades económicas del nuevo Municipio, con su extenso y bello litoral, con sus playas arenosas y cantiles, clima, hoteles modernos, restaurantes de primera categoría, desarrollos turísticos a la altura de cualquier urbe, artesanías mexicanas, fiestas populares, conmemoraciones cívicas, históricas, religiosas, etc. 
Rosarito cuenta con diferentes lugares para desarrollar su turismo:
- Mercado de artesanía Blv. Benito Juárez: En Playas de Rosarito se ofertan diferentes objetos originarios de muchas partes de la República Mexicana. Es un lugar especial para hacer compras, entre ellas joyería, papel mache, vidrio soplado, alebrijes, destilería, herrería artística, pinturas, entre otras expresiones mexicanas.

- Popotla: en Playas de Rosarito se pueden conseguir piezas decorativas para el hogar principalmente de diferentes materiales, tales como acero, granito, mármol, yeso,  únicas hechas por manos mexicanas.
- Pueblo Plaza (sobre el Blvd. Benito Juárez): centro comercial de apariencia campirana donde se encuentran diferentes giros de negocios, los locales van desde tiendas donde se puede ver cómo se elaboran piezas por artesanos de diferentes culturas, también hay tiendas de prendas representativas de diferentes partes de la República Mexicana y por supuesto no puede faltar un buen restaurante.
- Puerto Nuevo: es una comunidad restaurantera conformada por más de 30 establecimientos, en los cuales se sirve el platillo típico de la región, la famosa “langosta estilo Puerto Nuevo”, la cual se sirve con frijoles, arroz y tortillas de harina, además, se ofrecen otras opciones para todos los visitantes.
- Calafia: centro Histórico y Cultural, extensión de los campos universitarios regionales, lo que lo convierte en un área ideal para toda clase de servicios, hoteleros, localizado a 10 km del centro de Rosarito y a 1 km de los estudios cinematográficos de Fox.

El turismo contribuye con el 34,4 % aproximadamente de los ingresos que percibe el municipio. El establecimiento de los estudios cinematográficos de Fox, donde se filmó la película Titanic y el centro histórico y cultural Calafia han fortalecido la atracción turística municipal hacia el Sur, en la región del Descanso.

## Estudio cinematográfico
La compañía de cine 20th Century Fox Studios creó en la ciudad un estudio para filmar películas de alto presupuesto aprovechando el bajísimo costo de mano de obra, la vista al mar y las facilidades de hospedaje que proporciona Rosarito.
La construcción de este lugar comenzó el 6 de junio de 1996. Este lugar posee los tanques de filmación más grandes del mundo, así como escenarios, oficinas, talleres de escenografía, camerinos, almacenes de guardarropa y otra clase de áreas de producción para lograr cualquier requisito de filmación.
Gracias a la conclusión del rodaje de Titanic, la economía de Rosarito vivió un incremento espectacular. Se siguieron rodando películas en Fox Baja Studios durante la afluencia turística a finales de los 90 e inicios de 2000; llegaban fiesteros, surfistas y familias en autobuses desde Estados Unidos para tomar el sol o a ir a bares locales. En ese entonces fue cuando Foxploration, el cual incluía un museo de Titanic, se volvió una atracción turística. A lo largo de la década siguiente, Foxploration sufrió una crisis de visitantes y en 2007, Fox vendió el estudio a inversores locales y Foxploration cerró.
Titanic, la película más exitosa del siglo XX fue filmada en parte en Rosarito, además de otras tales como Deep Blue Sea, Pearl Harbor y The Far Side of the World. En 2008 y 2009 se grabó el 80% de la película Las Crónicas de Narnia: La travesía del Viajero del Alba.
Recientemente filmaron la segunda temporada de Fear the Walking Dead, que de acuerdo al gobernador del estado, Francisco “Kiko” Vega, dejaría una derrame económico de 35 millones de dólares. La filmación de  Fear the Walking Dead comenzó el 3 de diciembre de 2015.

## Comercio
Cuenta Rosarito con un comercio activo, con centros de abasto modernos de cadenas estatales y del centro del país. El TLC y el hecho de que pertenece a región fronteriza inciden en esta actividad. En el comercio establecido se pueden encontrar una diversa gama de giros que satisfacen parte de la demanda local y sobre todo que promueven el turismo.

## Servicios
La mayor parte de las empresas dedicadas a los servicios se concentran en la cabecera municipal. La capacidad instalada y el servicio ofrecido por el sector turismo es suficiente para atender la demanda requerida siendo éste el sector preponderante de la región, la oferta de hoteles, restaurantes, centros nocturnos además de tiendas de artesanías.

## Población económicamente activa por sector
Las actividades económicas del municipio, por sector, se distribuyen de la siguiente manera:
En el año 2000 el municipio cuenta con una población económicamente activa de 20,376 habitantes de los cuales el 53.72 por ciento de l total de la población mayor de 12 años, la población económica mente inactiva asciende a 17,295 los cuales representan el 45.60 por ciento de la población mayor de 12 años.

## Gastronomía y hospedaje
Rosarito cuenta con hoteles de todas las categorías en los que más resaltan el “Hotel Rosarito Beach” y “Festival Plaza” por su antigüedad , así como sitios para acampar y para estacionar vehículos tipo motor home o casas rodantes.
Se puede encontrar todo tipo de comida internacional, aun cuando lo típico es la langosta tipo "puerto nuevo" en alusión a un poblado de pescadores en el cual se puede comer la langosta frita en aceite, acompañada de arroz a la mexicana y frijoles guisados, todo ello acompañado con tortilla de harina recién elaborada.